# Az osztrák–magyar korona pénzérméi
| Címlet | Értékhatár    | Értékhatár       |
| Címlet | Közpénztárnál | Magánforgalomban |
| ------ | ------------- | ---------------- |
| 1 f    | 10 K          | 1 K              |
| 2 f    | 10 K          | 1 K              |
| 10 f   | 10 K          | 10 K             |
| 20 f   | 10 K          | 10 K             |
| 1 K    | nincs         | 50 K             |
| 2 K    | nincs         | 50 K             |
| 5 K    | nincs         | 250 K            |

Az osztrák-magyar korona pénzérméket 1892-től kezdték el verni: bronz egy- és kétfilléreseket, nikkel tíz- és húszfilléreseket, ezüst egykoronásokat, illetve arany tíz- és húszkoronásokat. Később két- és ötkoronás ezüstök és százkoronás aranyak is készültek. Ausztria utolsóként tért át Európában az aranyvalutára, azonban a megfelelő aranyalap létrehozása – melyben oroszlánrész jutott a magyar gabonaexportnak – csak hosszabb idő alatt sikerült, így a valuta fedezetének egy részét még sokáig az ezüst tette ki. Csak 1900-tól lett kötelező a koronában számítás, az ezüst egyforintos pedig a monarchia felbomlásáig törvényes fizetőeszköz maradt.
A koronarendszerben is folytatódott a kiegyezés után létrejött kettős pénzverés: minden címletnek volt magyar és osztrák változata, az előbbi magyar, az utóbbi latin feliratokkal. Emellett Liechtenstein valutaunióban volt a Monarchiával, ezért 1900. után elkészültek a koronaérmék liechtensteini változatai is. A címletek műszaki paraméterei azonosak voltak, és a birodalom mindkét felében, illetve Liechtensteinben is kölcsönösen elfogadták azokat.
Az első világháború idején olcsóbb fémekből verték a filléreket, az ezüst- és aranypénzek forgalmát pedig megszüntették, a címleteket bankjegyekkel helyettesítették. A birodalom szétesésével jelentős fennakadások léptek fel a pénzforgalomban, aminek technikai és jogi okai is voltak: csak Bécsben és Körmöcbányán (ezt később Budapestre költöztették) volt pénzverde, a haditermelés miatt ezekben is akadozott a pénzverés, a címletek nem tartottak lépést az inflációval, nem voltak meg a pénzellátás logisztikai feltételei, 1919-ig az Osztrák-Magyar Banknak kizárólagos szabadalma volt a bankjegykibocsátásra stb. A legnyomasztóbb az aprópénzhiány volt, ennek leküzdésére helyi papírszükségpénzeket adtak ki.
Ahogy a modern pénzrendszerekre, úgy a korona érméire is fennállt az elfogadási kényszer korlátozása. Az aranypénzekre, mivel a pénzrendszer alapját képező értékpénzek voltak, nem vonatkozott elfogadási értékhatár. A többi érmére a táblázatban látható értékhatárok voltak érvényesek.
Bár a koronarendszer mindvégig sánta valuta maradt, ráadásul az értékpénzek forgalma csak kis mértékben valósult meg, máig a közép-európai régió legjelentősebb arany alapú pénzrendszerének számít. Arany értékpénzeire máig nagy a kereslet mind Magyarországon, mind külföldön, ezért a Bécsi pénzverde (Münze Österreich) folyamatosan gyárt hivatalos utánvereteket az osztrák típusú tíz-, húsz- és százkoronás aranyakról, melyek az eredeti érmékkel mindenben megegyeznek. A Münze Österreich utánveretein olyan évjáratot tüntet fel, mellyel az eredeti aranyakat sohasem verték (10 corona – 1912, 20 corona – 1915, 100 corona – 1915). Régebben a magyar százkoronásról is készült utánveret, nem túl nagy példányszámban.

## Ausztriai veretek
Az osztrák birodalomfél (hivatalosan a Birodalmi Tanácsban képviselt királyságok és országok) veretei a Bécsi Pénzverdében készültek. A fillér neve németül heller (rövidítés: h), a koronáé pedig Krone (rövidítés: K), bár az érméken a latin corona (rövidítés: Cor.) név szerepelt. A tartományok vegyes etnikai összetétele által szült nyelvi problémák az érmékre is hatással voltak: a koronaérméken a latint használták, amely amellett, hogy politikailag semleges volt, folytonosságot, stabilitást és fenséget sugallt. A latin tehát visszaszorította a nemzeti nyelvet, ami élesen szembe ment a kor európai trendjével. Mindez részben annak a következménye, hogy 1879 után a Birodalmi Tanácsban lecsökkent a német liberálisok súlya, így az elkövetkező kormányokat sokkal kevésbé jellemezte a német nemzeti irányultság. A váltópénzeken egyáltalán nem szerepelt felirat (még a kibocsátó neve sem!), csupán az értékjelzés, a verési évszám és a birodalom címere. A nagyobb címletek előlapján az uralkodó arcképe, hátlapján az osztrák császári kiscímer, az értékjelzés és az évszám (gyakran római számmal is) szerepel. A nagyobb érméken peremiratként a császár mottója olvasható.
1908-ban öttagú emlékérmesort adtak ki Ferenc József uralkodásának 60. évfordulója emlékére. Az érmék szinte eposzi díszletbe emelték az addigra már élő legendává vált uralkodót, egyúttal állandóságot sugallva egy birodalomról, melynek jövője bizonytalan volt.
A háború alatt újratervezett érmék követték a nyelvi semlegesség elvét, bár ismert Karl Goetz egykoronás érmetervezete 1914-es évszámmal, melyen német feliratok szerepeltek. 1916-tól módosult a címer is: a sas mellére a Habsburg-ház címere helyett a pólyás osztrák címer került.
Az érméket a Bécsi Pénzverde éremművészei tervezték: az arcképet eleinte Anton Scharff, később Stefan Schwartz, majd Rudolf Ferdinand Marschall, a többi éremképet Andreas Neudeck és Rudolf Neuberger, a feliratokat Wilhelm Schiep. Az ezüstalapú valuta lecserélése nagy feladat elé állította a pénzverdét, ezért több száz alkalmazottat vettek fel, jelentősen bővítették a gépparkot, új vegyészeti labort adtak át stb.
A pénzek műszaki paramétereit és megjelenését az 1892. augusztus 2-i törvényben rögzítették, ekkor azonban csak a bronz egy- és kéthellerest, a nikkel tíz- és húszhellerest, az ezüst egykoronást és az arany tíz- és húszkoronást vezették be. Az ötkoronások verését az 1899. szeptember 21-i császári pátens rendelte el. A százkoronások verését az 1907. augusztus 11-i törvény rendelte el. A kétkoronások veréséről az 1912. március 7-i törvény rendelkezett, a kiverendő mennyiséget egy ugyanezen a napon kelt törvény határozta meg, forgalomba hozataluk a Pénzügyminisztérium 1912. május 14-i rendelete alapján történt.
Egyetlen kivétellel valamennyi érmét Ferenc József uralkodása idején tervezték. Bár egy 1918-ban kelt törvénnyel elrendelték a IV. Károly arcképével készülő érmék verését, csak a húszkoronás készült el. Forgalomba azonban ez sem került, a legyártott kétezer darabot egyetlen kivétellel beolvasztották.
| Kép                                            | Kép              | Névérték         | Műszaki paraméterek | Műszaki paraméterek | Műszaki paraméterek | Műszaki paraméterek  | Leírás                                         | Leírás                                                                                         | Leírás | Dátumok          | Dátumok          | Dátumok          |
| Előlap                                         | Hátlap           | Névérték         | Átmérő              | Vastagság           | Tömeg               | Összetétel           | Perem                                          | Előlap                                                                                         | Hátlap | Első veret       | Kibocsátás       | Visszavonás1     |
| Forgalmi veretek                               | Forgalmi veretek | Forgalmi veretek | Forgalmi veretek    | Forgalmi veretek    | Forgalmi veretek    | Forgalmi veretek     | Forgalmi veretek                               | Forgalmi veretek                                                                               | Forgalmi veretek | Forgalmi veretek | Forgalmi veretek | Forgalmi veretek |
| ---------------------------------------------- | ---------------- | ---------------- | ------------------- | ------------------- | ------------------- | -------------------- | ---------------------------------------------- | ---------------------------------------------------------------------------------------------- | --- | ---------------- | ---------------- | ---------------- |
|                                                |                  | 1 h              | 17 mm               | 1,1 mm              | 1,67 g              | 95% Cu 4% Sn 1% Zn   | Sima                                           | Osztrák Császárság kiscímere                                                                   | Értékjelzés, verési évszám | 1892.            |                  |                  |
|                                                |                  | 1 h              | 17 mm               | 1,1 mm              | 1,67 g              | 95% Cu 4% Sn 1% Zn   | Sima                                           | Osztrák Császárság kiscímere (pólyás)                                                          | Értékjelzés, verési évszám | 1916.            |                  |                  |
|                                                |                  | 2 h              | 19 mm               | 1,5 mm              | 3,33 g              | 95% Cu 4% Sn 1% Zn   | Sima                                           | Osztrák Császárság kiscímere                                                                   | Értékjelzés, verési évszám | 1892.            |                  |                  |
|                                                |                  | 2 h              | 17,3 mm             | 1,7 mm              | 2,78 g              | 100% Fe              | Sima                                           | Osztrák Császárság kiscímere (pólyás)                                                          | Értékjelzés, verési évszám | 1916.            |                  |                  |
|                                                |                  | 10 h             | 19,0 mm             | 1,4 mm              | 3,0 g               | 100% Ni              | Recés                                          | Osztrák Császárság kiscímere                                                                   | Értékjelzés, verési évszám | 1892.            |                  |                  |
|                                                |                  | 10 h             | 19,0 mm             | 1,4 mm              | 3,0 g               | 50% Cu 40% Zn 10% Ni | Recés                                          | Osztrák Császárság kiscímere                                                                   | Értékjelzés, verési évszám | 1915.            |                  |                  |
|                                                |                  | 10 h             | 19,0 mm             | 1,4 mm              | 3,0 g               | 50% Cu 40% Zn 10% Ni | Recés                                          | Osztrák Császárság kiscímere (pólyás)                                                          | Értékjelzés, verési évszám | 1916.            |                  |                  |
|                                                |                  | 20 h             | 21,0 mm             | 1,6 mm              | 4,0 g               | 100% Ni              | Recés                                          | Osztrák Császárság kiscímere                                                                   | Értékjelzés, verési évszám | 1892.            |                  |                  |
|                                                |                  | 20 h             | 21,0 mm             | 1,5 mm              | 3,33 g              | 100% Fe              | Sima                                           | Osztrák Császárság kiscímere (pólyás)                                                          | Értékjelzés, verési évszám | 1916.            |                  |                  |
|                                                |                  | 1 Cor.           | 23,0 mm             | 1,5 mm              | 5,0 g               | 835‰ Ag 165‰ Cu      | VIRIBVS VNITIS2                                | FRANC·IOS·I·D·G·IMP·AVSTR·REX BOH·GAL·ILL·ETC·ET AP·REX HVNG·3, I. Ferenc József               | Osztrák császári korona, értékjelzés, verési évszám                                                                                                | 1892.            |                  |                  |
|                                                |                  | 1 Cor.           | 23,0 mm             | 1,5 mm              | 5,0 g               | 835‰ Ag 165‰ Cu      | VIRIBVS VNITIS2                                | FRANC·IOS·I·D·G·IMP·AVSTR·REX BOH·GAL·ILL·ETC·ET AP·REX HVNG·, I. Ferenc József (St. Schwartz) | Osztrák császári korona, értékjelzés, verési évszám                                                                                                | 1912.            |                  |                  |
|                                                |                  | 2 Cor.           | 27,0 mm             | 2,0 mm              | 10,0 g              | 835‰ Ag 165‰ Cu      | VIRIBVS VNITIS2                                | FRANC·IOS·I·D·G·IMP·AVSTR·REX BOH·GAL·ILL·ETC·ET AP·REX HVNG·, I. Ferenc József (St. Schwartz) | Osztrák Császárság kiscímere, értékjelzés, verési évszám                                                                                           | 1912.            |                  |                  |
|                                                |                  | 5 Cor.           | 36,0 mm             | 2,6 mm              | 24,0 g              | 900‰ Ag 100‰ Cu      | VIRIBVS VNITIS2                                | FRANC·IOS·I·D·G·IMP·AVSTR·REX BOH·GAL·ILL·ETC·ET AP·REX HVNG·, I. Ferenc József                | Osztrák Császárság kiscímere, értékjelzés, verési évszám                                                                                           | 1900.            |                  |                  |
|                                                |                  | 5 Cor.           | 36,0 mm             | 2,6 mm              | 24,0 g              | 900‰ Ag 100‰ Cu      | VIRIBVS VNITIS2                                | FRANC·IOS·I·D·G·IMP·AVSTR·REX BOH·GAL·ILL·ETC·ET AP·REX HVNG·, I. Ferenc József (Marschall)    | Osztrák Császárság kiscímere, értékjelzés, verési évszám                                                                                           | 1909.            |                  |                  |
|                                                |                  | 5 Cor.           | 36,0 mm             | 2,6 mm              | 24,0 g              | 900‰ Ag 100‰ Cu      | VIRIBVS VNITIS2                                | FRANC·IOS·I·D·G·IMP·AVSTR·REX BOH·GAL·ILL·ETC·ET AP·REX HVNG·, I. Ferenc József (St. Schwartz) | Osztrák Császárság kiscímere, értékjelzés, verési évszám                                                                                           | 1909.            |                  |                  |
|                                                |                  | 10 Cor.          | 19,0 mm             | 0,9 mm              | 3,39 g              | 900‰ Au 100‰ Cu      | Motívumok                                      | FRANC·IOS·I·D·G·IMP·AVSTR·REX BOH·GAL·ILL·ETC·ET AP·REX HVNG·, I. Ferenc József                | Osztrák Császárság kiscímere, értékjelzés, verési évszám                                                                                           | 1892.            |                  |                  |
|                                                |                  | 10 Cor.          | 19,0 mm             | 0,9 mm              | 3,39 g              | 900‰ Au 100‰ Cu      | Motívumok                                      | FRANC·IOS·I·D·G·IMP·AVSTR·REX BOH·GAL·ILL·ETC·ET AP·REX HVNG·, I. Ferenc József (Marschall)    | Osztrák Császárság kiscímere, értékjelzés, verési évszám                                                                                           | 1909.            |                  |                  |
|                                                |                  | 10 Cor.          | 19,0 mm             | 0,9 mm              | 3,39 g              | 900‰ Au 100‰ Cu      | Motívumok                                      | FRANC·IOS·I·D·G·IMP·AVSTR·REX BOH·GAL·ILL·ETC·ET AP·REX HVNG·, I. Ferenc József (St. Schwartz) | Osztrák Császárság kiscímere, értékjelzés, verési évszám                                                                                           | 1909.            |                  |                  |
|                                                |                  | 20 Cor.          | 21,0 mm             | 1,4 mm              | 6,78 g              | 900‰ Au 100‰ Cu      | VIRIBVS VNITIS                                 | FRANC·IOS·I·D·G·IMP·AVSTR·REX BOH·GAL·ILL·ETC·ET AP·REX HVNG·, I. Ferenc József                | Osztrák Császárság kiscímere, értékjelzés, verési évszám                                                                                           | 1892.            |                  |                  |
|                                                |                  | 20 Cor.          | 21,0 mm             | 1,4 mm              | 6,78 g              | 900‰ Au 100‰ Cu      | VIRIBVS VNITIS                                 | FRANC·IOS·I·D·G·IMP·AVSTR·REX BOH·GAL·ILL·ETC·ET AP·REX HVNG·, I. Ferenc József (Marschall)    | Osztrák Császárság kiscímere, értékjelzés, verési évszám                                                                                           | 1909.            |                  |                  |
|                                                |                  | 20 Cor.          | 21,0 mm             | 1,4 mm              | 6,78 g              | 900‰ Au 100‰ Cu      | VIRIBVS VNITIS                                 | FRANC·IOS·I·D·G·IMP·AVSTR·REX BOH·GAL·ILL·ETC·ET AP·REX HVNG·, I. Ferenc József (St. Schwartz) | Osztrák Császárság kiscímere, értékjelzés, verési évszám                                                                                           | 1909.            |                  |                  |
|                                                |                  | 20 Cor.          | 21,0 mm             | 1,4 mm              | 6,78 g              | 900‰ Au 100‰ Cu      | VIRIBVS VNITIS                                 | FRANC·IOS·I·D·G·IMP·AVSTR·REX BOH·GAL·ILL·ETC·ET AP·REX HVNG·, I. Ferenc József (St. Schwartz) | Osztrák Császárság kiscímere (pólyás), értékjelzés, verési évszám                                                                                  | 1916.            |                  |                  |
|                                                |                  | 20 Cor.          | 21,0 mm             | 1,4 mm              | 6,78 g              | 900‰ Au 100‰ Cu      | PACE BELLOQVE OMNIA PRO PATRIA CVM POPVLO MEO4 | CAROLVS D·G·IMP·AVSTR·REX BOH·GAL·ILL·ETC·ET AP·REX HVNG·5, IV. Károly                         | Osztrák Császárság kiscímere (pólyás), értékjelzés, verési évszám                                                                                  | 1918.            |                  |                  |
|                                                |                  | 100 Cor.         | 37,0 mm             | 2,0 mm              | 33,9 g              | 900‰ Au 100‰ Cu      | VIRIBVS VNITIS                                 | FRANC·IOS·I·D·G·IMP·AVSTR·REX BOH·GAL·ILL·ETC·ET AP·REX HVNG·, I. Ferenc József                | Osztrák Császárság kiscímere, értékjelzés, verési évszám                                                                                           | 1909.            |                  |                  |
| Forgalmi emlékveretek                          |                  |                  |                     |                     |                     |                      |                                                |                                                                                                | |                  |                  |                  |
|                                                |                  | 1 Cor.           | 23,0 mm             | 1,5 mm              | 5,0 g               | 835‰ Ag 165‰ Cu      | VIRIBVS VNITIS                                 | FRANC·IOS·I·D·G·IMP·AVSTR·REX BOH·GAL·ILL·ETC·ET AP·REX HVNG·, I. Ferenc József (Marschall)    | DVODECIM LVSTRIS GLORIOSE PERACTIS6, 1848-1908, FI1 uralkodói szignatúra, értékjelzés                                                              | 1908.            |                  |                  |
|                                                |                  | 5 Cor.           | 36,0 mm             | 2,6 mm              | 24,0 g              | 900‰ Ag 100‰ Cu      | VIRIBVS VNITIS                                 | FRANC·IOS·I·D·G·IMP·AVSTR·REX BOH·GAL·ILL·ETC·ET AP·REX HVNG·, I. Ferenc József (Marschall)    | DVODECIM LVSTRIS GLORIOSE PERACTIS, 1848-1908, Fortuna babérággal, Osztrák Császárság kiscímere, értékjelzés az Osztrák császári koronával         | 1908.            |                  |                  |
|                                                |                  | 10 Cor.          | 19,0 mm             | 0,9 mm              | 3,39 g              | 900‰ Au 100‰ Cu      | Motívumok                                      | FRANC·IOS·I·D·G·IMP·AVSTR·REX BOH·GAL·ILL·ETC·ET AP·REX HVNG·, I. Ferenc József (Marschall)    | DVODECIM LVSTRIS GLORIOSE PERACTIS, 1848-1908, Osztrák Császárság kiscímere, értékjelzés                                                           | 1908.            |                  |                  |
|                                                |                  | 20 Cor.          | 21,0 mm             | 1,4 mm              | 6,78 g              | 900‰ Au 100‰ Cu      | VIRIBVS VNITIS                                 | FRANC·IOS·I·D·G·IMP·AVSTR·REX BOH·GAL·ILL·ETC·ET AP·REX HVNG·, I. Ferenc József (Marschall)    | DVODECIM LVSTRIS GLORIOSE PERACTIS, 1848-1908, Osztrák Császárság kiscímere, értékjelzés                                                           | 1908.            |                  |                  |
|                                                |                  | 100 Cor.         | 37,0 mm             | 2,0 mm              | 33,9 g              | 900‰ Au 100‰ Cu      | VIRIBVS VNITIS                                 | FRANC·IOS·I·D·G·IMP·AVSTR·REX BOH·GAL·ILL·ETC·ET AP·REX HVNG·, I. Ferenc József (Marschall)    | DVODECIM LVSTRIS GLORIOSE PERACTIS, 1848-1908, felhőn ülő Fortuna babérkoszorúval és pajzzsal (rajta az Osztrák Császárság kiscímere), értékjelzés | 1908.            |                  |                  |
| A képeken 2,5 pixel felel meg 1 milliméternek. |                  |                  |                     |                     |                     |                      |                                                |                                                                                                | |                  |                  |                  |

## Magyarországi veretek
Az érmék műszaki paramétereit és megjelenését az 1892. évi XVII. törvény szabályozta, mely alapján bronz egy- és kétfilléresek, nikkel tíz- és húszfilléresek, ezüst egykoronások, továbbá arany tíz- és húszkoronások készültek. A millenniumi ünnepségek alkalmából kiadott emlék egykoronások verését az 1895. évi LI. törvény rendelte el. Az ötkoronások verését az 1899. évi XXXII. törvény, a százkoronás aranyak verését az 1907. évi XLVII. törvény rendelte el, mely egyúttal I. Ferenc József megkoronázásának 40. évfordulójára verendő emlékpénzekről is rendelkezett. Legutoljára a kétkoronások verését rendelték el, erről az 1912. évi XX. törvény rendelkezett.
A magyar fillér- és koronaérmék a körmöcbányai pénzverdében készültek. A filléreken a szent korona, az ezüstpénzeken az uralkodó profilja, az aranyakon az uralkodó egész alakos képe szerepelt. A millenniumi egykoronást Beck Ötvös Fülöp, a többi koronaérmét Reisner József és Gerl Károly tervezte.
Egy kivétellel az összes érme Ferenc József uralkodása alatt készült, s bár az 1918. évi VII. törvény elrendelte a IV. Károly képmását hordozó érmék verését, csak az 1918-ban vert húszkoronás készült el. A legyártott mennyiséget néhány kivétellel beolvasztották, ezért rendkívüli ritkaság.
| Kép                                            | Kép              | Névérték         | Műszaki paraméterek | Műszaki paraméterek | Műszaki paraméterek | Műszaki paraméterek  | Leírás                                     | Leírás                                                                                     | Leírás                                                                                              | Dátumok          | Dátumok               | Dátumok               |
| Előlap                                         | Hátlap           | Névérték         | Átmérő              | Vastagság           | Tömeg               | Összetétel           | Perem                                      | Előlap                                                                                     | Hátlap                                                                                              | Első veret       | Kibocsátás            | Visszavonás7          |
| Forgalmi veretek                               | Forgalmi veretek | Forgalmi veretek | Forgalmi veretek    | Forgalmi veretek    | Forgalmi veretek    | Forgalmi veretek     | Forgalmi veretek                           | Forgalmi veretek                                                                           | Forgalmi veretek                                                                                    | Forgalmi veretek | Forgalmi veretek      | Forgalmi veretek      |
| ---------------------------------------------- | ---------------- | ---------------- | ------------------- | ------------------- | ------------------- | -------------------- | ------------------------------------------ | ------------------------------------------------------------------------------------------ | --------------------------------------------------------------------------------------------------- | ---------------- | --------------------- | --------------------- |
|                                                |                  | 1 f              | 17 mm               | 1,1 mm              | 1,67 g              | 95% Cu 4% Sn 1% Zn   | Sima                                       | MAGYAR KIRÁLYI VÁLTÓPÉNZ, Szent Korona, verési évszám                                      | Értékjelzés, verdejegy                                                                              | 1892.            | 1893. április 1.      | 1927. január 1.       |
|                                                |                  | 2 f              | 19 mm               | 1,5 mm              | 3,33 g              | 95% Cu 4% Sn 1% Zn   | Sima                                       | MAGYAR KIRÁLYI VÁLTÓPÉNZ, Szent Korona, verési évszám                                      | Értékjelzés, verdejegy                                                                              | 1892.            | 1893. április 1.      | 1927. január 1.       |
|                                                |                  | 2 f              | 17,3 mm             | 1,7 mm              | 2,78 g              | 100% Fe              | Sima                                       | MAGYAR KIRÁLYI VÁLTÓPÉNZ, Szent Korona, verési évszám                                      | Értékjelzés, verdejegy                                                                              | 1916.            | 1916. november 10.    | 1927. január 1.       |
|                                                |                  | 10 f             | 19,0 mm             | 1,4 mm              | 3,0 g               | 100% Ni              | Recés                                      | MAGYAR KIRÁLYI VÁLTÓPÉNZ, Szent Korona, verési évszám                                      | Értékjelzés, verdejegy                                                                              | 1892.            | 1893. május 1.        | 1918. május 1.        |
|                                                |                  | 10 f             | 19,0 mm             | 1,4 mm              | 3,0 g               | 50% Cu 40% Zn 10% Ni | Recés                                      | MAGYAR KIRÁLYI VÁLTÓPÉNZ, Szent Korona, verési évszám                                      | Értékjelzés, verdejegy                                                                              | 1914.            | 1915. május 10.       | 1927. január 1.       |
|                                                |                  | 10 f             | 19,0 mm             | 1,5 mm              | 3,0 g               | 100% Fe              | Recés                                      | MAGYAR KIRÁLYI VÁLTÓPÉNZ, Szent Korona, verési évszám                                      | Értékjelzés, verdejegy                                                                              | 1916. (1915.)8   | ?                     | 1927. január 1.       |
|                                                |                  | 20 f             | 21,0 mm             | 1,6 mm              | 4,0 g               | 100% Ni              | Recés                                      | MAGYAR KIRÁLYI VÁLTÓPÉNZ, Szent Korona, verési évszám                                      | Értékjelzés, verdejegy                                                                              | 1892.            | 1893. május 1.        | 1917. január 1.       |
|                                                |                  | 20 f             | 21,0 mm             | 1,5 mm              | 3,33 g              | 100% Fe              | Sima                                       | MAGYAR KIRÁLYI VÁLTÓPÉNZ, Szent Korona, verési évszám                                      | Értékjelzés, verdejegy                                                                              | 1916.            | 1916. augusztus 3.    | 1927. január 1.       |
|                                                |                  | 1 K              | 23,0 mm             | 1,5 mm              | 5,0 g               | 835‰ Ag 165‰ Cu      | BIZALMAM AZ ŐSI ERÉNYBEN9, motívumok       | FERENCZ JÓZSEF I·K·A·CS· ÉS M·H·S·D·O·AP·KIR·10, I. Ferenc József, verdejegy               | Szent Korona, értékjelzés, verési évszám                                                            | 1892.            | 1893. május 16.       | 1927. január 1.       |
|                                                |                  | 1 K              | 23,0 mm             | 1,5 mm              | 5,0 g               | 835‰ Ag 165‰ Cu      | BIZALMAM AZ ŐSI ERÉNYBEN9, motívumok       | FERENCZ JÓZSEF I·K·A·CS· ÉS M·H·S·D·O·AP·KIR·, I. Ferenc József (idősebb), verdejegy       | Szent Korona, értékjelzés, verési évszám                                                            | 1912.            | ?                     | 1927. január 1.       |
|                                                |                  | 2 K              | 27,0 mm             | 2,0 mm              | 10,0 g              | 835‰ Ag 165‰ Cu      | BIZALMAM AZ ŐSI ERÉNYBEN9, motívumok       | FERENCZ JÓZSEF I·K·A·CS· ÉS M·H·S·D·O·AP·KIR·, I. Ferenc József, verdejegy                 | Szent Korona, értékjelzés, verési évszám                                                            | 1912.            | 1912. május 20.       | 1927. január 1.       |
|                                                |                  | 5 K              | 36,0 mm             | 2,6 mm              | 24,0 g              | 900‰ Ag 100‰ Cu      | BIZALMAM AZ ŐSI ERÉNYBEN9, motívumok       | FERENCZ JÓZSEF I·K·A·CS· ÉS M·H·S·D·O·AP·KIR·, I. Ferenc József, verdejegy                 | Szent Korona, értékjelzés, verési évszám                                                            | 1900.            | 1900. március 15.     | 1927. január 1.       |
|                                                |                  | 10 K             | 19,0 mm             | 0,9 mm              | 3,39 g              | 900‰ Au 100‰ Cu      | Motívumok                                  | FERENCZ JÓZSEF I·K·A·CS· ÉS M·H·S·D·O·AP·KIR·, álló I. Ferenc József, verési évszám        | Angyalos középcímer, értékjelzés, verdejegy                                                         | 1892.            | 1892. október 20.     | 1927. január 1.       |
|                                                |                  | 20 K             | 21,0 mm             | 1,4 mm              | 6,78 g              | 900‰ Au 100‰ Cu      | BIZALMAM AZ ŐSI ERÉNYBEN, motívumok        | FERENCZ JÓZSEF I·K·A·CS· ÉS M·H·S·D·O·AP·KIR·, álló I. Ferenc József, verési évszám        | Angyalos középcímer, értékjelzés, verdejegy                                                         | 1892.            | 1892. október 20.     | 1927. január 1.       |
|                                                |                  | 20 K             | 21,0 mm             | 1,4 mm              | 6,78 g              | 900‰ Au 100‰ Cu      | BIZALMAM AZ ŐSI ERÉNYBEN, motívumok        | FERENCZ JÓZSEF I·K·A·CS· ÉS M·H·S·D·O·AP·KIR·, álló I. Ferenc József, verési évszám        | Angyalos középcímer (Bosznia címerével), értékjelzés, verdejegy                                     | 1914.            | ?                     | 1927. január 1.       |
|                                                |                  | 20 K             | 21,0 mm             | 1,4 mm              | 6,78 g              | 900‰ Au 100‰ Cu      | HARCBAN ÉS BÉKÉBEN A NEMZETTEL A HAZÁÉRT11 | KÁROLY I·K·A·CS· ÉS M·H·SZ·D·AP·KIR·12, álló IV. Károly, verési évszám                     | Angyalos középcímer (Bosznia címerével), értékjelzés, verdejegy                                     | 1918.            | forgalomba nem került | forgalomba nem került |
|                                                |                  | 100 K            | 37,0 mm             | 2,0 mm              | 33,9 g              | 900‰ Au 100‰ Cu      | BIZALMAM AZ ŐSI ERÉNYBEN, motívumok        | FERENCZ JÓZSEF I·K·A·CS· ÉS M·H·S·D·O·AP·KIR·, álló I. Ferenc József, verési évszám        | Angyalos középcímer, értékjelzés, verdejegy                                                         | 1907.            | 1908. január 1.       | 1927. január 1.       |
| Forgalmi emlékveretek                          |                  |                  |                     |                     |                     |                      |                                            |                                                                                            | |                  |                       |                       |
|                                                |                  | 1 K              | 23,0 mm             | 1,5 mm              | 5,0 g               | 835‰ Ag 165‰ Cu      | BIZALMAM AZ ŐSI ERÉNYBEN, motívumok        | AZ EZERÉVES MAGYARORSZÁG EMLÉKÉRE, I. Ferenc József, értékjelzés, verdejegy, verési évszám | Árpád fejedelem                                                                                     | 1896.            | 1896. május 15.       | 1927. január 1.       |
|                                                |                  | 5 K              | 36,0 mm             | 2,6 mm              | 24,0 g              | 900‰ Ag 100‰ Cu      | BIZALMAM AZ ŐSI ERÉNYBEN, motívumok        | FERENCZ JÓZSEF I·K·A·CS· ÉS M·H·S·D·O·AP·KIR·, I. Ferenc József, verési évszám             | MEGKORONÁZTATÁSÁNAK NEGYVENEDIK ÉVFORDULÓJÁRA 1867-1907, koronázási jelenet, értékjelzés, verdejegy | 1907.            | 1908. január 1.       | 1927. január 1.       |
|                                                |                  | 100 K            | 37,0 mm             | 2,0 mm              | 33,9 g              | 900‰ Au 100‰ Cu      | BIZALMAM AZ ŐSI ERÉNYBEN, motívumok        | FERENCZ JÓZSEF I·K·A·CS· ÉS M·H·S·D·O·AP·KIR·, I. Ferenc József, verési évszám             | MEGKORONÁZTATÁSÁNAK NEGYVENEDIK ÉVFORDULÓJÁRA 1867-1907, koronázási jelenet, értékjelzés, verdejegy | 1907.            | 1908. január 1.       | 1927. január 1.       |
| A képeken 2,5 pixel felel meg 1 milliméternek. |                  |                  |                     |                     |                     |                      |                                            |                                                                                            | |                  |                       |                       |

## Liechtensteini veretek
Mivel Liechtenstein a Monarchiával valutaunióban volt már az osztrák értékű forint forgalmának idején is, az 1892-es valutareformot – habár majdnem egy évtizedes késéssel – a hercegség is követte. Az 1, 5, 10 és 20 korona címletű érmék liechtensteini típusának verését 1898-ban rendelték el, az első egy- és húszkoronás érmék 1898-ban (II. János herceg uralkodásának 40. évfordulójára) el is készültek, de csak a húszkoronás került forgalomba. Az újratervezett egykoronást és az öt- és tízkoronást 1900-ban adták ki. A liechtensteini kétkoronás – a többi típushoz hasonlóan – 1912-ben jelent meg. A hellereknek nem készült liechtensteini változatuk.
Az érmék paraméterei mindenben megegyeznek a hasonló címletű ausztriai és magyar érmetípusokkal, eltérés csak az érmeképben van: az érmék előlapján a herceg portréja, hátlapján a hercegség címere a fő motívum. Az érméket a bécsi pénzverdében verték. Az érmék – igazodva a hercegség méreteihez – kis példányszámban készültek, ezért – különösen a nagyobb címletek – ritkaságszámba mennek. A liechtensteini érmetípus mellett az osztrák és magyar veretek is törvényes fizetőeszköznek minősültek, sőt, a liechtensteini típusok kis száma és a hellerek teljes hiánya miatt lényegében ezek látták el a forgalmat.
| Kép                                            | Kép    | Névérték | Műszaki paraméterek | Műszaki paraméterek | Műszaki paraméterek | Műszaki paraméterek | Leírás          | Leírás                                                               | Leírás                                                           | Dátumok    | Dátumok               | Dátumok               |
| Előlap                                         | Hátlap | Névérték | Átmérő              | Vastagság           | Tömeg               | Összetétel          | Perem           | Előlap                                                               | Hátlap                                                           | Első veret | Kibocsátás            | Visszavonás13         |
| ---------------------------------------------- | ------ | -------- | ------------------- | ------------------- | ------------------- | ------------------- | --------------- | -------------------------------------------------------------------- | ---------------------------------------------------------------- | ---------- | --------------------- | --------------------- |
|                                                |        | 1 KR.    | 23,0 mm             | 1,5 mm              | 5,0 g               | 835‰ Ag 165‰ Cu     | KLAR UND FEST14 | JOHANN II·FÜRST VON LIECHTENSTEIN15, II. János Liechtensteini herceg | Hercegi korona, babérágak, értékjelzés, verési évszám            | 1898.      | forgalomba nem került | forgalomba nem került |
|                                                |        | 1 KR.    | 23,0 mm             | 1,5 mm              | 5,0 g               | 835‰ Ag 165‰ Cu     | KLAR UND FEST14 | JOHANN II·FÜRST VON LIECHTENSTEIN15, II. János Liechtensteini herceg | Liechtenstein címere babérkoszorúval, értékjelzés, verési évszám | 1900.      |                       | 1924. december 31.    |
|                                                |        | 2 KR.    | 27,0 mm             | 2,0 mm              | 10,0 g              | 835‰ Ag 165‰ Cu     | KLAR UND FEST14 | JOHANN II·FÜRST VON LIECHTENSTEIN15, II. János Liechtensteini herceg | Liechtenstein címere babérkoszorúval, értékjelzés, verési évszám | 1912.      |                       | 1924. december 31.    |
|                                                |        | 5 KR.    | 36,0 mm             | 2,6 mm              | 24,0 g              | 900‰ Ag 100‰ Cu     | KLAR UND FEST14 | JOHANN II·FÜRST VON LIECHTENSTEIN15, II. János Liechtensteini herceg | Liechtenstein címere babérkoszorúval, értékjelzés, verési évszám | 1900.      |                       | 1924. december 31.    |
|                                                |        | 10 KR.   | 19,0 mm             | 0,9 mm              | 3,39 g              | 900‰ Au 100‰ Cu     | motívumok       | JOHANN II·FÜRST VON LIECHTENSTEIN15, II. János Liechtensteini herceg | Liechtenstein címere babérkoszorúval, értékjelzés, verési évszám | 1900.      |                       | 1924. december 31.    |
|                                                |        | 20 KR.   | 21,0 mm             | 1,4 mm              | 6,78 g              | 900‰ Au 100‰ Cu     | KLAR UND FEST   | JOHANN II·FÜRST VON LIECHTENSTEIN15, II. János Liechtensteini herceg | Liechtenstein címere babérkoszorúval, értékjelzés, verési évszám | 1898.      |                       | 1924. december 31.    |
| A képeken 2,5 pixel felel meg 1 milliméternek. |        |          |                     |                     |                     |                     |                 |                                                                      |                                                                  |            |                       |                       |

### Magyarul
- Adamovszky István. Magyar érme katalógus 1892–2008. Budapest: Adamo (2008). ISBN 978-963-87497-1-0
- Leányfalusi Károly–Nagy Ádám:. A korona-fillér pénzrendszer. Magyarország fém- és papírpénzei 1892–1925. Budapest: Magyar Éremgyűjtők Egyesülete (2006). ISBN 963-229-523-4
- Dr. Unger Emil. Magyar éremhatározó. Budapest: Ajtósi Dürer Kiadó (1997). ISBN 963-8314-09-5

### Németül
- Austria Netto Katalog Österreich – Münzkatalog 2008 (Münzen ab 1780 mit Banknoten ab 1759) [ANK Ausztria Érmekatalógus 2008 (érmék 1780-tól, bankjegyek 1759-től)]. Netto-Marktpreiskatalog „Austria", Wien (2008). ISBN 3-901678-97-2

### Angolul
- Paul D. van Wie. Image, History, and Politics: The Coinage of Modern Europe [Kép, történelem és politika: A jelenkori Európa pénzverése]. Lanham, Maryland: University Press of America (1998). ISBN 978-0761812210